# Lijst van Zwitserse kazen

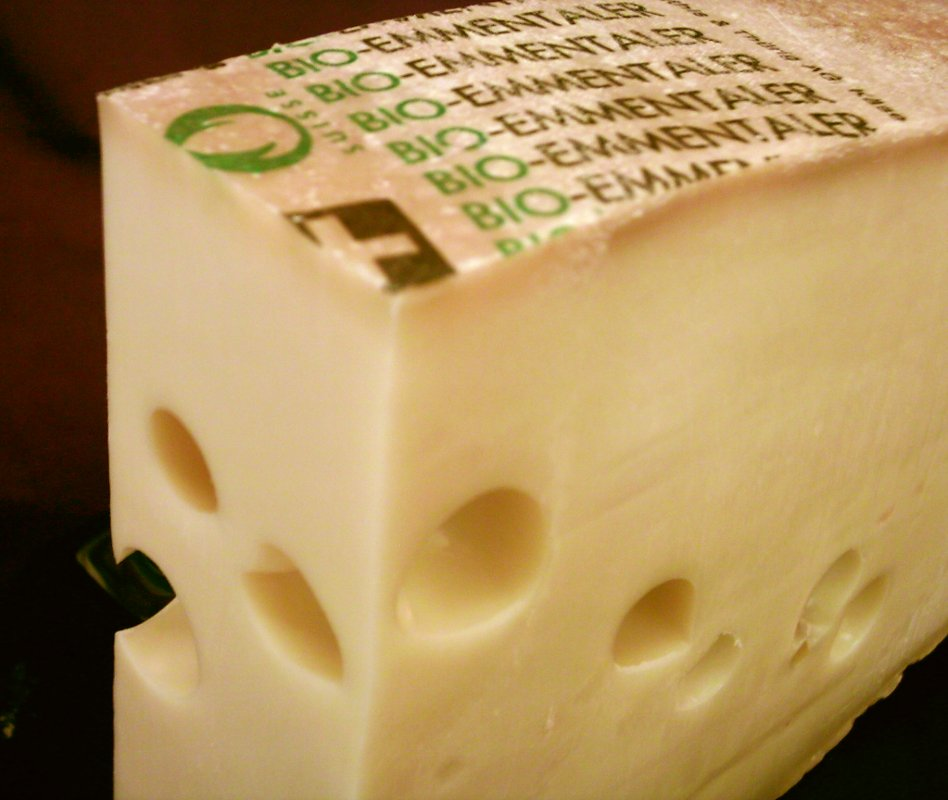
Emmentaler

Dit is een lijst van kazen uit Zwitserland.

## A
- AlpenTilsiter
- Appenzeller

## B
- Berner Alpkäse AOC
- Berner Hobelkäse AOC
- Bloderkäse / Sauerkäse AOC
- Bündner Bergkäse
- Büsciun da Cavra

## C
- Capreggio
- Chaux d'Abel

## E
- Emmentaler AOC
- l'Etivaz AOC

## F
- Formaggio d'Alpe Ticinese AOC
- Fricâlin
- Fromage de Bagnes

## G
- Girenbader Chöpfli
- Greyerzer
- Grottino
- le Gruyère AOC

## J
- Jura

## M
- Le Maréchal
- Mont Vully
- Mutschli

## R
- Raclette du Valais
- Raclette Suisse
- Räßkäse
- Royalp

## S
- Sbrinz AOC
- Schabziger

## T
- Tessiner Alpenkäse AOC
- Tête de Moine AOC
- Tilsiter
- Tomme Vaudoise

## V
- Vacherin Fribourgeois AOC
- Vacherin Mont d'Or AOC

## W
- Winzer Käse

## Z
- Ziger